# Palaia
Palaia är en ort och kommun i provinsen Pisa i regionen Toscana i Italien. Kommunen hade 4 552 invånare (2018).